# Vallée de San Gabriel
Pour les articles homonymes, voir San Gabriel.
La Vallée de San Gabriel est l'une des principales vallées de la Californie du Sud. Elle se trouve à l'est de la ville de Los Angeles, au nord des Puente Hills et au sud des montagnes de San Gabriel. Son nom est dérivé de celui de la rivière San Gabriel qui parcourt la vallée. À une époque, la vallée était presque entièrement rurale, elle est aujourd'hui presque entièrement développée (dans le style d'une banlieue, mais avec quelques zones qui commencent à s'urbaniser). Elle fait partie de l'aire urbaine de Los Angeles.

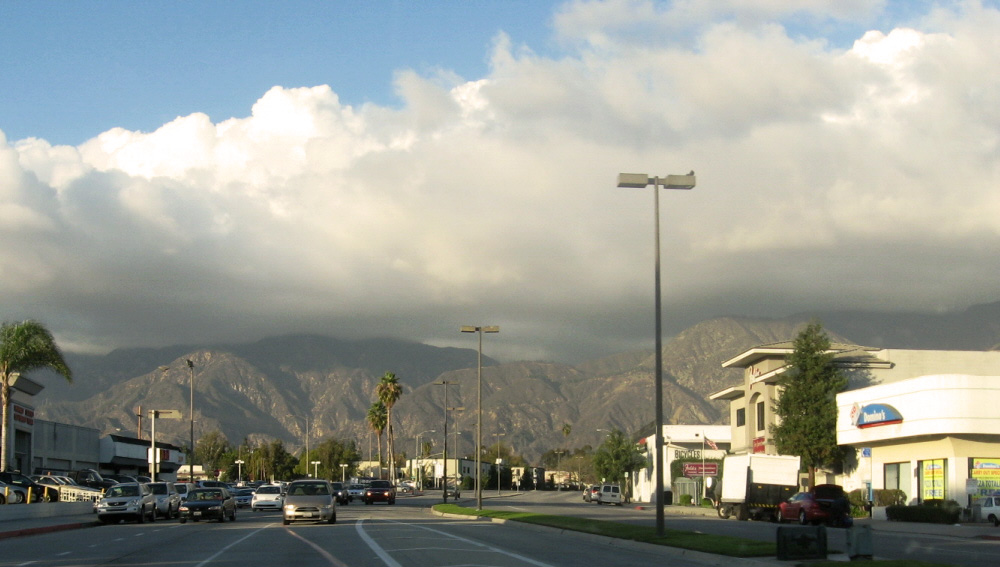
Les montagnes de San Gabriel vues de Pasadena.

## Villes et quartiers

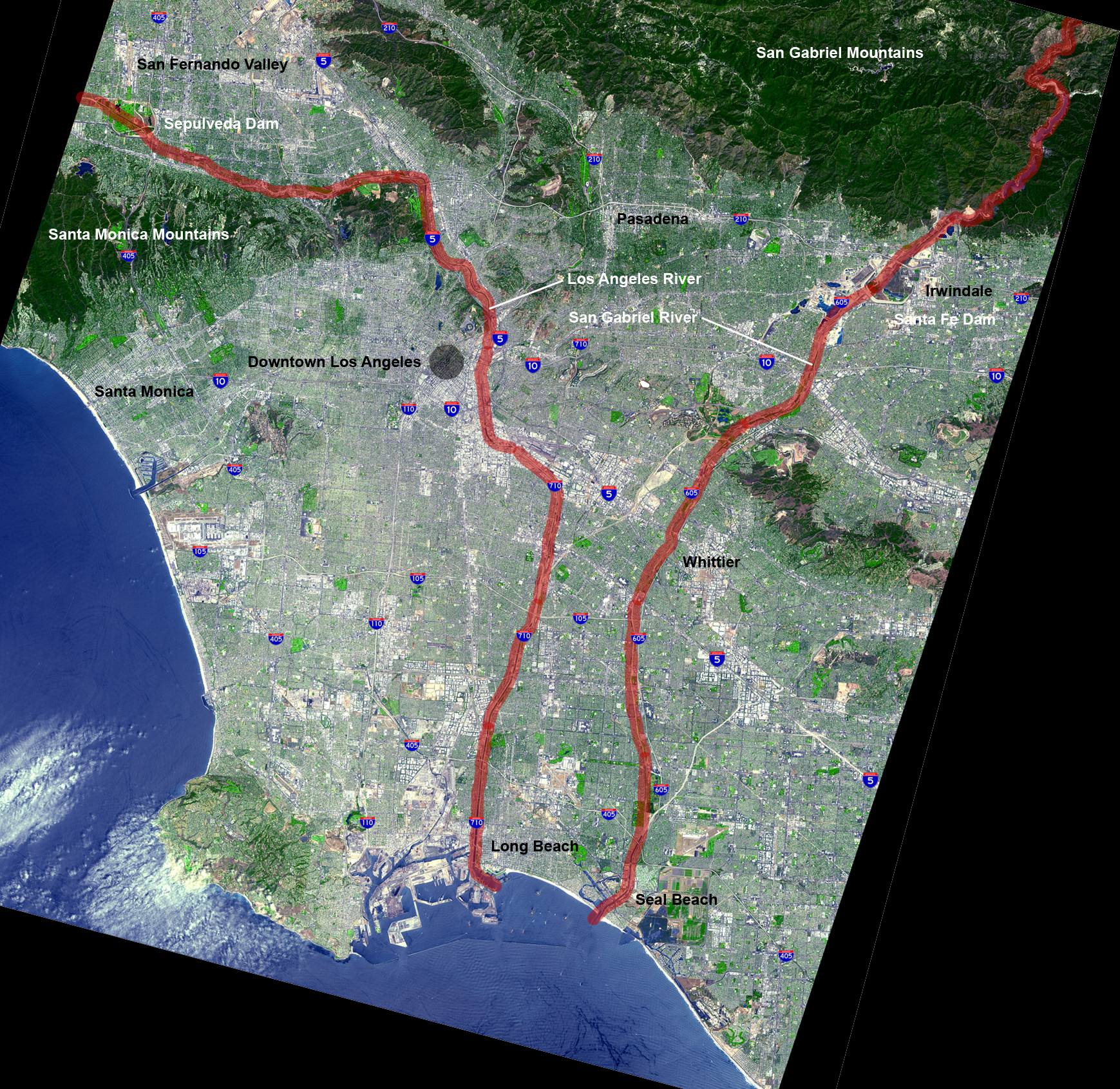
La Los Angeles River, surlignée en rouge à gauche et la San Gabriel River surlignée en rouge à droite.

Les villes incorporées et les quartiers non incorporés de la vallée sont :
- Alhambra
- Arcadia
- Avocado Heights
- Azusa
- Baldwin Park
- Bassett
- Bradbury (Californie)
- Charter Oak
- City of Industry
- Covina
- Diamond Bar
- Duarte
- East Pasadena
- El Monte
- Glendora
- Hacienda Heights
- Irwindale
- La Puente
- Monrovia
- Montebello
- Monterey Park
- Pasadena
- Pomona
- Rosemead
- Rowland Heights
- San Dimas
- San Gabriel
- San Marino
- Sierra Madre
- South El Monte
- South Pasadena
- South San Jose Hills
- Temple City
- Valinda
- Vincent
- Walnut
- West Covina
- West Puente Valley

Beaucoup de gens considèrent que Glendale et La Crescenta-Montrose font partie de la Vallée de San Gabriel alors qu'elles se trouvent respectivement dans la Vallée de San Fernando et dans la Vallée de Crescenta. San Dimas, Chino Hills et La Verne, bien que situées à côté de la vallée, font partie de la Vallée de Pomona.

## Histoire de la Vallée
- 1771 - Mission San Gabriel Arcangel fondée à l'actuelle ville de San Gabriel.
- 1801 - Pío Pico, dernier gouverneur mexicain de Haute Californie, né à la mission.
- 1847 - Bataille du Río San Gabriel dans l'actuelle Montebello de la guerre mexico-américaine; l'armée mexicaine part en retraite (deux jours plus tard elle cède la Californie aux États-Unis.)
- 1886 - Pasadena est la première ville indépendante incorporée au Comté de Los Angeles.
- 1920 - Le California Institute of Technology de Caltech est inauguré à Pasadena. Des immigrés japonais arrivent à Monterey Park pour vivre comme ouvriers agricoles.
- 1941 - La première autoroute des États-Unis, Arroyo Seco Parkway (aujourd'hui la 110 Pasadena Freeway), est ouverte à la circulation.
- 1942 - Les japonais-américains sont internés à Santa Anita Park durant la Seconde Guerre mondiale.
- années 1940 et années 1950 - La Vallée de San Gabriel, autrefois terre rurale, commence à accueillir des communautés de banlieue.
- 1957 - La San Bernardino Freeway (Interstate 10) est ouverte à la circulation.
- 1970s-1980s - Les immigrants taïwanais commencent à s'installer à Monterey Park.

## Informations sur la Vallée
Une fois par an le Tournament of Roses Parade a lieu dans la vallée, et est diffusé à la télévision le Jour de l'an depuis Pasadena.
Étant donné qu'elle est la ville incorporée la plus vieille de la Vallée, Pasadena est considérée comme le centre culturel de celle-ci avec plusieurs théâtres. Sa vieille ville a été restaurée et demeure très populaire avec une vie nocturne très active (boutiques de luxe, cafés en plein air, restaurants…) dans un cadre le plus souvent piéton. Pasadena est un exemple de redynamisation pour les autres villes de la vallée, qui envient sa position. 
Baldwin Park a vu naître la chaîne de restauration rapide In-N-Out en 1948.
À Hacienda Heights se trouve le Temple Hsi Lai, le plus grand monastère bouddhiste en occident.

### Politique
La plupart des villes ont leur propre maire local, leur conseil, leur police et leurs pompiers. Les zones non-incorporées comme Rowland Heights sont gouvernées par le Los Angeles County Board of Supervisors.

### Démographie
La population totale de la vallée de San Gabriel lors du recensement de 2000 était de 1 510 378 habitants, dont un demi-million sont d'origine asiatique.
la région est en général l'une des régions les plus diversifiées des États-Unis sur le plan ethnique. La majorité des personnes résidant dans la vallée de San Gabriel sont hispaniques et américains d'origine asiatique.
La vallée a la plus grande concentration de communautés asiatiques américaines aux États-Unis. Huit des dix villes des États-Unis ayant la plus grande proportion d'Américains d'origine chinoise sont situées dans la vallée de San Gabriel. Les villes et les communautés de Monterey Park, Walnut, Alhambra, San Gabriel, Saint-Marino, Rowland Heights, Hacienda Heights, Diamond Bar et Arcadia contiennent des majorités asiatiques. De « nouveaux » chinatowns ont été établis dans de nombreuses villes de la vallée de San Gabriel.

### Climat
Comme le reste de la région de Los Angeles, la vallée jouit d'un climat méditerranéen. Les pluies sont sporadiques et lorsqu'elles sont continues elles s'arrêtent au bout d'un jour ou deux, avec seulement quelques exceptions. La neige ne tombe jamais mais est présente dans les montagnes du nord-est comme le Mont San Antonia, une station de ski populaire.
Le smog obscurcit la vallée comme il le fait sur le reste de la zone de Los Angeles.

## Développement urbain
Les villes de Covina et Pasadena étaient autrefois des centres de l'industrie du citron. Les industries laitières et d'élevage prospéraient à Montebello. Aujourd'hui, la Vallée de San Gabriel a perdu une grande partie de son attrait rural avec le trafic automobile et le développement de la banlieue.

## Transports
Des lignes de bus existent dans la vallée et la station principale de métro est située à El Monte.
Plusieurs autoroutes parcourent la vallée:
- the Foothill Freeway
- the Ventura Freeway
- the San Bernardino Freeway
- the Pomona Freeway
- the Pasadena Freeway
- the Long Beach Freeway
- the San Gabriel River Freeway
- the Orange Freeway

L'aéroport de El Monte est le principal aéroport de la Vallée.

### Tournage de films
Plusieurs films hollywoodiens ont été filmés dans la Vallée de San Gabriel : Pasadena fut utilisée pour les décors de la ville fictionnelle d'Haddonfield dans le film d'horreur Halloween. Dans Retour vers le Futur on peut reconnaître le gigantesque parking du centre commercial de Puente Hills. Plusieurs publicités ont aussi été tournées dans la vallée.